# Incidente com drone no Mar Negro em 2023
Na manhã de 14 de março de 2023, um caça Su-27 russo interceptou e danificou um drone americano MQ-9 Reaper, fazendo com que ele caísse no Mar Negro. Isso marcou o primeiro contato direto entre as Forças Aéreas da Rússia e dos Estados Unidos desde a Guerra Fria.
A Força Aérea dos Estados Unidos classificou essa ação como "imprudente, prejudicial ao meio ambiente e não profissional". O Ministério da Defesa da Rússia afirmou que nenhum avião foi tocado e nenhuma arma foi usada, no entanto, recompensou os pilotos com medalhas por "impedir" um drone americano de "violar o espaço aéreo temporário da Rússia".

## Antecedentes
Na madrugada de 14 de março de 2023, um drone MQ-9 Reaper pertencente à Força Aérea dos Estados Unidos decolou de uma base aérea na Romênia, provavelmente da Base Aérea 71 da Força Aérea Romena localizada em Câmpia Turzii. O drone tinha como objetivo realizar uma missão de reconhecimento de rotina sobre o Mar Negro quando foi interceptado por dois caças russos.
Este evento ocorreu em meio a tensões elevadas entre Rússia e Estados Unidos, com a administração Biden impondo sanções e trabalhando para isolar a Rússia em resposta à Guerra Russo-Ucraniana. O porta-voz do Departamento de Defesa dos EUA, General de Brigada Pat Ryder, observou que interceptações de aeronaves não são incomuns e que é provável que as aeronaves russas estivessem conduzindo uma verificação de rotina da situação.
De acordo com o serviço sueco de rastreamento de voos Flightradar24, o MQ-9 Reaper geralmente é operado sem um transponder ADS-B ativo.[carece de fontes?]

## Incidente
O drone MQ-9 Reaper dos Estados Unidos estava voando sobre águas russas no Mar Negro, na presença de duas aeronaves russas, quando uma das aeronaves voou na frente do drone e despejou combustível sobre ele. Em seguida, uma das aeronaves danificou a hélice do drone, forçando-o a cair no Mar Negro. O incidente ocorreu por volta das 7h03, horário local. De acordo com um mapa divulgado pela Força Aérea dos Estados Unidos, a colisão e a subsequente queda aconteceram no Mar Negro, ao sudoeste da Crimeia. Em várias ocasiões anteriores à colisão, os caças russos despejaram combustível sobre o MQ-9, possivelmente numa tentativa de prejudicar sua visibilidade ou danificá-lo, e voaram na frente do drone em manobras inseguras, segundo informações do exército dos EUA.
Ryder afirmou que o drone estava "bem distante" do território ucraniano, mas não especificou uma localização exata. A Ucrânia declarou que o drone caiu próximo à Ilha das Serpentes; o General Mark Milley afirmou que o drone caiu numa área do Mar Negro com profundidade de até 1.500 metros (5.000 pés), o que torna a recuperação difícil e implica que a localização não era próxima à Ilha das Serpentes. Após a hélice ser danificada, o drone voou como um planador enquanto descia sobre o Mar Negro, caindo em águas internacionais a sudoeste da Crimeia. Durante o voo, o software do drone foi apagado para evitar captura.
Ryder se recusou a falar sobre os esforços dos Estados Unidos para recuperar a aeronave, mas observou que a Rússia não a havia recuperado. Um dia depois, John Kirby disse que ela pode nunca ser recuperada, enquanto o secretário do Conselho de Segurança da Rússia, Nikolai Patrushev, afirmou que a Rússia tentaria recuperar a aeronave. A recuperação pelos Estados Unidos é complicada não apenas pela profundidade das águas, mas também pela falta de ativos navais na região. Até a noite (horário de verão do leste dos EUA) de 15 de março de 2023, fontes não identificadas do governo dos EUA informaram à ABC News que navios russos haviam chegado ao local da queda e provavelmente recolheram pedaços dos destroços. John Kirby não confirmou isso, mas afirmou que os Estados Unidos "tornaram impossível para eles conseguirem obter qualquer informação de valor de inteligência a partir dos restos desse drone".
De acordo com autoridades dos Estados Unidos, a ordem para hostilizar o drone foi dada pelo Ministério da Defesa da Rússia, e os pilotos não estavam agindo por conta própria.

## Reações

### Estados Unidos
Segundo o coordenador de comunicações do Conselho de Segurança Nacional, John Kirby, o Presidente Joe Biden foi informado sobre o incidente pelo Conselheiro de Segurança Nacional, Jake Sullivan, na manhã de 14 de março. O General Christopher Cavoli do Exército dos Estados Unidos, Comandante Supremo Aliado da OTAN na Europa, informou os aliados da NATO sobre o incidente. O abate do drone foi fortemente condenado pela Casa Branca e pelo Pentágono, que alertaram sobre o risco de escalada.
O embaixador russo nos Estados Unidos foi convocado ao Departamento de Estado em relação ao incidente. Os EUA divulgaram um vídeo do incidente, apoiando sua alegação de que combustível foi despejado sobre o drone e que sua hélice foi danificada.

### Rússia
O Ministério da Defesa da Rússia afirmou que o drone dos EUA estava voando com seus transponders desligados e que seus caças não fizeram contato com o drone, alegando, em vez disso, que o drone caiu devido a "manobras bruscas". "Os caças russos não utilizaram suas armas aéreas, não fizeram contato com o drone e retornaram em segurança para sua base aérea", disse o ministério da defesa.
O embaixador russo nos Estados Unidos, Anatoly Antonov, afirmou: "Consideramos esse incidente como uma provocação" após ser convocado para uma reunião com autoridades do Departamento de Estado, de acordo com a Reuters.
Em 17 de março, o Ministro da Defesa da Rússia, Sergei Shoigu, apresentou aos pilotos de caça russos envolvidos no incidente com condecorações estatais.